# Mine Sainte-Marie-du-Fouilly
La mine Sainte-Marie-du-Fouilly est une ancienne mine de cuivre et de plomb située sur la commune française des Houches, dans le département de la Haute-Savoie. De nombreux auteurs de la fin du XIXe siècle ont attribué à tort son ouverture à l’époque romaine. En réalité les premiers travaux sur ce site sont beaucoup plus récents et datent de la fin du XVIIIe siècle. L'exploitation a complètement cessé à la fin du XIXe siècle.

## Historique
Les premiers travaux furent ouverts en 1786. Ils portent alors sur une couche minéralisée en minéraux de cuivre et plomb (chalcopyrite, tétraédrite, galène, blende, bournonite).
Les premiers travaux consistent principalement en une galerie ouverte directement sur la couche : la galerie Sainte Marie. Puis au bout de quelques mois est ouvert le puits Sainte Marie, destiné à poursuivre et reconnaître la couche en profondeur. Au cours des années d’exploitation, ce puits sera totalement « effacé » par les ouvrages d’exploitation (stross descendants).
Pendant l’approfondissement de ce puits, une galerie est ouverte pour rejoindre la couche depuis la surface : la galerie La Navette. Cette galerie suit la couche en allongement, partiellement en direction du puits Sainte Marie.
Depuis cette galerie, un second puits est ouvert, le puits Navette. Cet ouvrage fait l’objet de travaux en stross descendants. Une grande partie est remblayée.
À la base de cet ouvrage, une galerie est ouverte en allongement pour reconnaître la richesse de la couche. Mais elle ne fournit que peu d’indices encourageants. Toujours à la base du puits, des travaux en stross descendants sont ouverts. Au pied de ce chantier le Puits de la Navette est prolongé.